# Hanna Grisebach
Hanna Grisebach, geb. Blumenthal, (* 25. Mai 1899 in Berlin; † 13. Oktober 1988 in Heidelberg) war eine deutsche Kunsthistorikerin, Galeristin und Schriftstellerin.

## Leben
Hanna Blumenthal, Tochter einer emanzipierten jüdischen Fabrikantenfamilie ist in Berlin aufgewachsen und studierte Kunstgeschichte an der Kunstakademie Breslau. 1923 wurde sie bei August Grisebach mit einer Arbeit über das holländische Stillleben promoviert. 1924 heiratete sie August Grisebach. 1926 wurde der Sohn Hans, 1931 die Tochter Manon geboren.
1930 übersiedelte die Familie nach Heidelberg, wo August Grisebach auf eine Professur für Kunstgeschichte berufen worden war. Grisebach wurde nach der Machtübernahme der Nationalsozialisten wegen der jüdischen Abstammung seiner Frau, die bereits 1918 zum christlichen Glauben konvertiert war, ständig schikaniert, bis er 1937 zusammen mit seinem ebenfalls „jüdisch versippten“ Freund Karl Jaspers zwangsemeritiert wurde. Nach einem kurzen Aufenthalt in Timmendorfer Strand siedelte sich die Familie in Potsdam an, wo sie Verbindung zu einem Pfarrer der Bekennenden Kirche hatte, in deren Obhut sie den Krieg überdauerte.

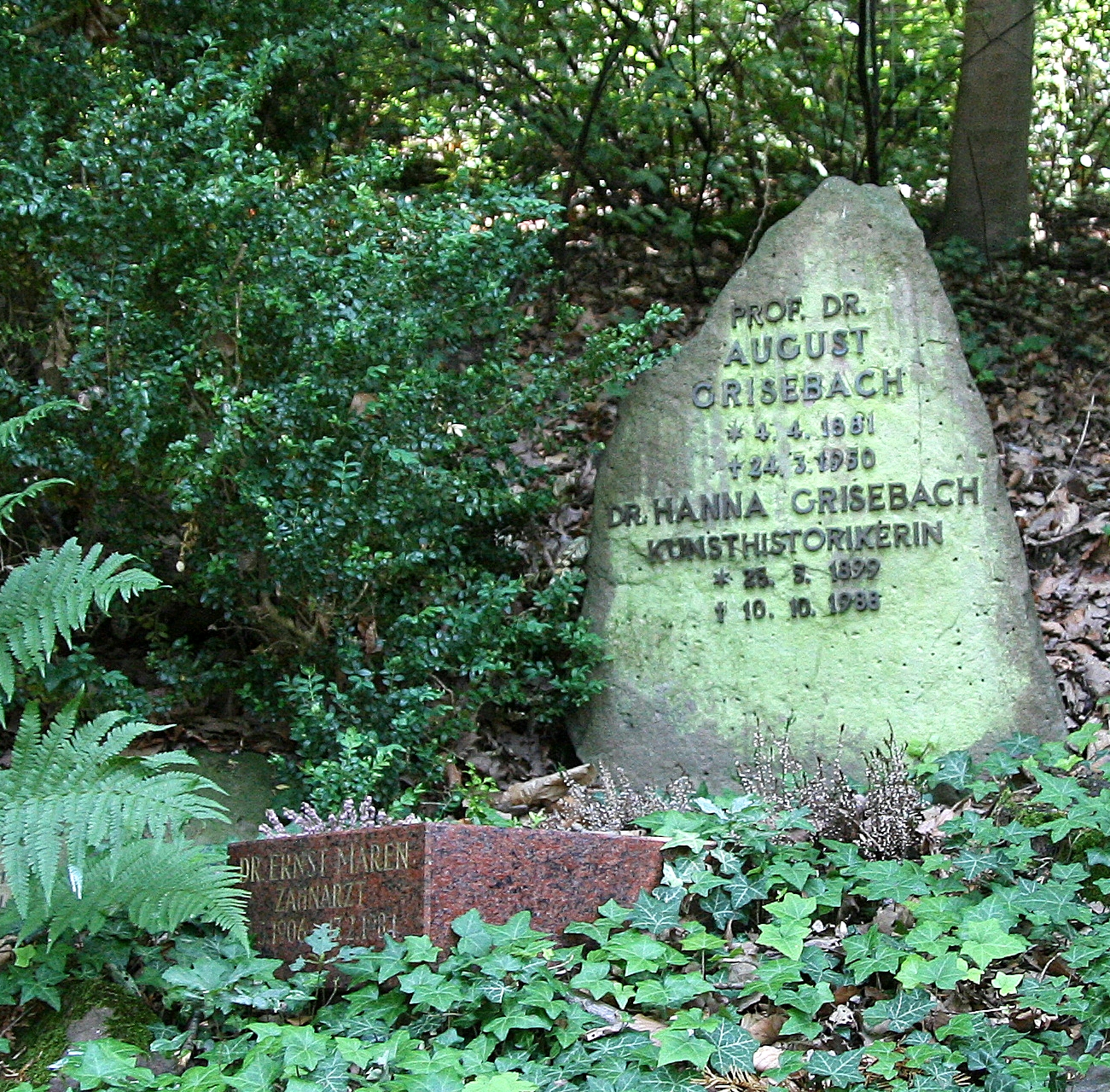
Grabstätte von August und Hanna Grisebach auf dem Heidelberger Bergfriedhof in der Waldabteilung Abt. WB

Vom Januar 1945 bis zum Februar 1946 schrieb Hanna Grisebach ihr Potsdamer Tagebuch, das 1972 in einer kleinen Auflage gedruckt wurde. 1974 erschien es in größerer Auflage, der noch die Kolumbianischen Erinnerungen angehängt sind, ein Bericht über ihren Aufenthalt in Kolumbien 1948, wohin ihre Familie ausgewandert war. 2009 wurde das Potsdamer Tagebuch mit Unterstützung ihrer Tochter neu aufgelegt.
Im Februar 1946 wurde August Grisebach wieder auf den Lehrstuhl in Heidelberg berufen. Nach dessen Tod 1950 eröffnete Hanna Grisebach 1951 in Heidelberg das Graphische Kabinett Dr. Grisebach, in dem zahlreiche, zuvor teilweise verfemte Maler und Bildhauer vorgestellt wurden. Bereits 1951 stellten Künstler wie Willi Baumeister, HAP Grieshaber oder Eberhard Schlotter bei Hanna Grisebach aus, 1952 konnte sie unter anderen Gerhard Marcks, Otto Dix, Ida Kerkovius und Ludwig Hirschfeld-Mack vorstellen. Bereits 1959 wurde Otto Piene bei Hanna Grisebach ausgestellt.
Die Ausstellungen wurden unter anderem von Gustav Friedrich Hartlaub, Will Grohmann, Jean Gebser, Gert Kalow und Eugène Ionesco eingeleitet. Hanna Grisebach leitete ihre Galerie bis 1973.
1981 veröffentlichte Hanna Grisebach ein Buch über den Heidelberger Bergfriedhof.
Hanna Grisebach ruht mit ihrem Mann auf dem Heidelberger Bergfriedhof  in der so genannten „Waldabteilung“ (Abt. WB).

## Ehrungen
- Bundesverdienstkreuz am Bande (4. September 1970)[1]

## Schriften
- Hanna Blumenthal: Das holländische Stilleben. Dissertation. Universität Breslau 1923. Hochschulverlag Breslau.
- Hanna Grisebach: Potsdamer Tagebuch. Mit einem Nachwort von Hilde Domin. Schneider, Heidelberg 1974. 2. Auflage: Hrsg. Kurt Baller. docupoint, Magdeburg 2009, ISBN 978-3-86912-003-4.
- Hanna Grisebach: Der Heidelberger Bergfriedhof. Gräber und Gedenksteine. Fotos von Peter Seng. 1981, ISBN 3-920431-12-X.